# François Emmanuel
François Emmanuel (* 3. September 1952 in Fleurus) ist ein belgischer Schriftsteller, Psychiater und Psychoanalytiker.

## Leben
Emmanuel interessierte sich bereits während des Studiums für Lyrik und Theater und besuchte 1979–80 einige Monate lang Jerzy Grotowskis Theaterlaboratorium in Breslau. 1989 debütierte er als Schriftsteller mit dem Roman Retour à Satyah. Für La Passion Savinsen (1998; deutsch: Leid und Leidenschaften der Savinsens, 2012) erhielt er 1998 den Prix Victor-Rossel, für Regarde la vague 2010 den Prix triennal du roman der Fédération Wallonie-Bruxelles. La Question humaine (2010; deutsch: Der Wert des Menschen) wurde in fünfzehn Sprachen übersetzt, verfilmt und als Hörspiel bearbeitet. Die deutsche Hörspielfassung wurde im Juli 2001 Hörspiel des Monats. Für sein Gesamtwerk erhielt Emmanuel 2010 den Großen Preis der Société des gens de lettres.
Seinen ersten Lyrikband Portement de ma mère veröffentlichte Emmanuel 2001, sein erstes Theaterstück Partie de Chasse erschien 2007.  Er ist Mitglied der Académie royale de langue et de littérature françaises de Belgique.

## Werke
- Retour à Satyah, Roman, 1989
- La Nuit d’obsidienne, Roman, 1992
- Grain de peau, Novellen, 1992
- La Partie d’échecs indiens, Roman, 1999
- La Partie d’échecs indiens, Roman, 1999
- Le Tueur mélancolique, Roman, 1995
- La Leçon de chant, Roman, 1996
- La Passion Savinsen, Roman, 1998
- La Question humaine, Erzählung, 2000
- Portement de ma mère, Gedichte, 2001
- La Chambre voisine, Roman, 2001
- Le Sentiment du fleuve, Roman, 2003
- L’invitation au voyage, Novellen, 2003
- La lente mue des paysages, Gedichte, 2004
- Le Vent dans la maison, Roman, 2004
- Bleu de Fuite, Roman, 2005
- Aux âmes lentes, Lyrik, nach Fotografien von Viviane Joakim, 2006
- Là-bas, Lyrik, Zeichnungen von Bern Wery, 2006
- Les voix et les ombres, Essay, 2007
- Partie de Chasse, Schauspiel, 2007
- Regarde la vague, Roman, 2007
- L’ enlacement, Erzählung, 2008
- Jours de tremblement, Roman, 2010
- Sept chants d’Avenisao, Lyrik, Zeichnungen von Anne Leloup, 2010
- Cheyenn, Roman, 2011
- Les murmurantes, Novellen, 2013
- Avant le passage, 2013
- Contribution à la Théorie Générale et Joyo ne chante plus, Schauspiel, 2014
- Le sommeil de Grâce, Roman, 2015
- Les Consolantes, Schauspiel, 2016
- 33 chambres d’amour, 2016
- Ana et les ombres, Roman, 2018
- Petit frère, Novelle, 2021
- La Parole seule, Libretto, Musik von Lukas Ligeti, 2021

## Hörspiel in Deutschland
- 2001: Der Wert des Menschen – Bearbeitung und Regie: Walter Adler (Hörspielbearbeitung – HR)
  - Auszeichnung: Hörspiel des Monats Juli 2001